# 刑事定年
『刑事定年』（けいじ・ていねん）は、BS朝日で放送されていたテレビドラマ。BS朝日開局10周年記念連続ドラマとして製作された。2010年10月27日から12月29日の水曜22:00 - 22:54に放映され、2011年以降はテレビ朝日系列の地上波ローカル局などでも順次放送されている。全10話。主演は柴田恭兵。

## 概要
BS朝日の本放送開始10周年記念作品。これまで数多くの刑事ドラマで華麗な演技を繰り広げてきた柴田恭兵が定年退職した刑事を演じ、警察を定年退職してからの生活と、家族との絆をテーマとしたホームドラマである。
舞台を猪瀬家内のみに限定し、カメラ6台でシーンを切り取るなど舞台劇のテイストが色強い作品。撮影時期は2010年9月で、およそ1ヶ月でクランクアップ。1編にかける製作日数はおよそ3日だったという。この手法を採用したドラマは、以後断続的に制作されている。
キャッチコピーは、「俺はもう、刑事じゃない。」。

## 登場人物

### 猪瀬家
猪瀬 直也〈60〉
演 - 柴田恭兵
定年により退職した警視庁隅田川警察署の元刑事。愛称は「イノ」。警察官時代の階級は警部であるが、定年の1週間前に昇進している。刑事時代は容疑者の気持ちに深入りし過ぎ、疑うよりも信じるという甘さが指摘されていて、捜査の効率化を求める署長とそりが合わず、定年後の再就職先は決まっていない。しかし、最後まで容疑者を守るため、捜査情報をリークしない点では新聞記者が自宅にほとんど寄り付かない。定年後、当初は時間がたくさんある事に腹を立てていたが、毎日を楽しむように過ごしている。禁煙中。早朝の日課はジョギングで、ベランダでバットの素振りをよくしているが、草野球チームへの加入には無関心である。
猪瀬 早季子〈54〉
演 - 浅田美代子
直也の妻。署の近くの商店街の娘でOLをしていたが、直也と見合いの末に結婚した。ボランティアや稽古事（フラダンス）に忙しい。刑事の面影が残る夫を警察病と称し、家に飾ってあった夫の警察官時代の賞状も定年後に撤去している。しかし、夫が人を信じる刑事であった事にわずかな希望を持つ。仙台に兄が住んでいる。
猪瀬 真紀〈29〉
演 - 田丸麻紀
直也の娘で、証券会社に勤務。現在は実家を離れ一人暮らしをしている。後輩女性の大学の同期生であった4歳年下の男と1年交際したが、一時別れていて、45歳のバツイチの同僚に好意を寄せたことも。会話のない両親を心配し、｢夫婦の自主トレ｣を忠告する。中学の時にはいじめにあって自殺寸前になったり、高校の時は一時的に非行に走ったが、その時も父は多忙ゆえ不在だったために、母子家庭のような環境と考えていた。

### 警視庁隅田川署
多田野 弘〈58〉
演 - 金田明夫
直也の元同僚で、隅田川警察署の刑事。階級は警部。直也からは「タダ」と呼ばれる。新人刑事の指導官であるため、佐伯を連れて猪瀬家へ出入りする。「細かい事から大きな事が見えてくる」「興奮した方が取り調べで負け」と佐伯に指導している。また作中では妻に家出され、これまで妻を大事にしなかったことを後悔している。そのため、猪瀬家に来ては愚痴をこぼし、直也に「女房を大事にしろ」と言っている。
佐伯 正史〈27〉
演 - 中林大樹
隅田川警察署に入ったばかりの新人刑事。大学卒業後、3年間の交番勤務を経て刑事となるが「交番勤務の方が待遇が良かった」と喜んでいない様子である。料理学校に通っている。

### 大場組
李 昭信〈21〉
演 - 春川恭亮
大場組組員。親族や社会から見捨てられ、行き場をなくして荒れていたところを大場に拾われて組員となった。アパートに住んでいる。
大場 義成〈65〉
演 - 山田明郷
大場組組長。指定暴力団ではなく、テキ屋などを仕切る地元のヤクザで、周辺界隈の情報に詳しい。直也からは「カシラ」と呼ばれる。先代の大親分の一人娘に手を出し、結婚したために婿養子である。直也は刑事時代に「捜査上の持ちつ持たれつ」の関係を保っていたが、当の本人は他の刑事とは異なる対応をしてくれた直也を、尊敬できる堅気の人の意味を込めて「先生」と慕っている。芝居がかったところがあるものの、直也いわく「悪い人」ではない様子。携帯電話の着メロは｢愛のテーマ｣である。「どこにも居場所のないヤツを引き受けるのが俺たち」と言うのが口癖。

### ゲスト
●は最終回にも出演。
第1回
- 今西素子 - かたせ梨乃

気持ちを持て余していると、話し相手を求めて犯罪者を名乗り、隅田川署へやって来る常連。5年前に息子を亡くして以来、希望を失くしている。犯罪者を名乗る以上、事情聴取をその度にしていたため、対応していた直也が署長と対立する原因の一つであった。直也の退職を聞き、殺人を犯したと猪瀬家へと自首しにやって来る。
第2回
- 中脇達夫 - 相島一之

警官の銃を奪って逃亡中の容疑者。妻の光代の行方を探すために早季子を妻の知人と勘違いし、謎の失踪騒ぎを起こす。
第3回
- 多田野靖子 - あめくみちこ●

弘の妻。第1回で家出していたが、第3回で戻ってきている。無口な性格。夫の存在を「影法師」のようだと思っていた。
最終回では、弘が押し入れに隠していた女性の写真を見つけたことから浮気を疑い、弘に離婚を切り出す。逃げ込んだ弘を追って猪瀬家に再訪、離婚裁判に発展する。
- マリア - シルビア・グラブ

本名はロザリオ・アビンチョス・セルバンデスで、マリアは通称。26歳。パラグアイ人で夫を本国に残して来日。隅田川署の刑事が客として出入りする東向島のカラオケクラブ「スリーキャッツ」の従業員。タレコミにより、売春容疑で生活安全課が店の家宅捜索を行ったところ、彼女の携帯電話の履歴から弘のメールアドレスが見つかり、容疑と浮気相手の両面で疑われる。元々は本国の大学の研究所で人類学を専攻、「下町の研究」というテーマで訪れていたのがきっかけで店で働きはじめた。客としてきた弘の愚痴を聞いているうちに、当初は女々しい人として研究対象にするが、彼を元気付けようと変わった行動に出てしまう。
第4回
- 尾車 - 高杉亘

自首寸前に猪瀬家で預かることになった男。大場が世話になった先代の大親分の所に在籍していた。不器用な性格で、高倉健が好き。かつて結婚するも「結婚生活は金を運ぶもの」と信じていて、自分の稼いだお金を全て渡し続けたが、妻から「会話が欲しい」と言われたのが理解できず離婚の原因に。元妻から直也の話を聞き、大場を仲介に訪れたという。
- 大場カズ子 - 峯村リエ●

大場組組長夫人。銀婚式を迎えたが、夫の浮気を疑って猪瀬家へ訪れる。女の度量で早季子と対立する。
第5回
- 三上昇 - 國村隼

猪瀬家に入った空き巣。54歳。20年以上前に青森の諏訪ノ平から出稼ぎで上京。実家は米とりんごを栽培していて、離婚した妻との間に結婚間近の21歳の娘がいて、今も連絡を取り合っている。当初は農閑期だけの出稼ぎだったが、地元での稼ぎが少なくなり、1年を通して働くようになる。三河島、千住、赤羽、蒲田、大森など都内を転々と暮らし、建設現場、道路工事、ビルの解体、造園業は2年やるなど職種は様々。ただ、不況でこの2, 3年はティッシュ配りもやっていた。引き払って郷里へ帰る予定であったが、上京当初住んだ京島に立ち寄り、たまたま見た猪瀬家を見て玄関に入った時、土産の金欲しさに出来心で空き巣に入るも、突然帰宅した直也に慌て逃げた洗面所で床板を踏み抜いて、抜けられなくなったところを直也に発見される。
第6回
- 中川真 - 染谷将太

人生に絶望して極道に入ろうとする浪人生。当初、大場組に志願したが断られたため、勝手に組事務所の看板を掲げられた猪瀬家に転がり込む。両親の来訪を察知し、真紀の部屋に立てこもる。実は服飾関係の仕事に憧れていた。
- 中川裕弥 - 陰山泰

真の父で、ある保険会社の顧問弁護士。家出した息子を説得するため、妻の康代とともに猪瀬家を訪ねる。
- 中川康代 - 山口美也子

真の母。思い込みが激しい性格。
第7回
- 野上勝市郎 - 仲村トオル〈友情出演〉

日比谷署所属の敏腕刑事で、警視への昇進を控えていた。かつては隅田川署にも在籍しており、直也と多田野の後輩でもあった。高卒の叩き上げながらエリート意識が強く、直也の現役時代の行動を常に「反面教師の教材」としていたと語るが、内心では直也を尊敬していた。
- 柳田留璃子 - 若村麻由美〈友情出演〉

フリージャーナリスト。元新聞記者で、直也とはその頃からの知り合い。
第8回
- 猪瀬源蔵 - 夏八木勲

直也の父。静岡で長男（直也の兄）と同居していたが、直也を訪ねて上京。
第9回
- 高樹隆史 - TETSUYA

真紀の婚約者。北海道出身の25歳。愛称は「タカ」。ミュージシャンだが、小さなライブハウスで月1、2度程しか歌っていないため、コンビニや警備員のアルバイトもして食いつないでいる。借金苦で貯蓄がなく、真紀にはよく奢ってもらっている様子である。実は児童養護施設出身であり、両親の顔と自身の生年月日が不明であることを直也との対話で告白。子供の頃、「有名になれば親が名乗り出るかもしれない」と諭されたことからミュージシャンを目指したという。真紀と出会い、その優しさに惹かれたことから真紀との結婚を決意、「家族が欲しいと思った」と涙ながらに語る。なお、未だ両親とは面会を果たせていない模様。
- 江田島四郎 - 田窪一世●

町内会長（4期目）。葬儀屋を営んでいる。町内の次期副会長を直也に要請するため、猪瀬家を訪ねる。大場とも旧知の関係。町内の仲間と刑事ドラマサークルを結成している。
最終回では、多田野夫妻の離婚裁判で裁判長を務めた。
- 濱田邦夫 - 矢柴俊博

駅前の本屋（3代目）。刑事ドラマサークルの仲間。
- 新橋エイ子 - 山野海

パン屋で働くパートタイマー。同じく刑事ドラマサークルの仲間。
最終回
- 井上和香〈写真出演〉

弘が押し入れに隠していた写真の女性。

## スタッフ
- 脚本 - 鎌田敏夫、金子成人、樫田正剛
- 演出 - 佐藤祐市、後藤庸介
- 音楽 - P.P.M（林久美子）
- 主題歌 - 「Don't Cry〜もう悲しみを許そうか」鈴木雅之（エピックレコードジャパン）
- ラインプロデューサー - 柳川由起子（共同テレビ）
- プロデューサー補 - 相良美久
- スケジュール担当 - 後藤庸介
- 演出補 - 佐藤さやか
- 協力 - バスク、ベイシス、国際放映、KHKアート
- プロデューサー - 川島保男（BS朝日）、高橋萬彦（共同テレビ）
- 制作 - BS朝日、共同テレビジョン

## 放送日程
- 第7回は拡大放送（一部放送局を除く）

| 各話   | 放送日         | サブタイトル   | 脚本     | 演出     |
| ------ | -------------- | -------------- | -------- | -------- |
| 第1回  | 2010年10月27日 | 嘘と女         | 鎌田敏夫 | 佐藤祐市 |
| 第2回  | 2010年11月03日 | 消えた妻       | 鎌田敏夫 | 佐藤祐市 |
| 第3回  | 2010年11月10日 | 疑惑の一夜     | 鎌田敏夫 | 佐藤祐市 |
| 第4回  | 2010年11月17日 | 極道の恩返し   | 樫田正剛 | 佐藤祐市 |
| 第5回  | 2010年11月24日 | 泥棒の帰郷     | 金子成人 | 佐藤祐市 |
| 第6回  | 2010年12月01日 | 極道志願       | 鎌田敏夫 | 後藤庸介 |
| 第7回  | 2010年12月08日 | 張り込み       | 樫田正剛 | 佐藤祐市 |
| 第8回  | 2010年12月15日 | 親父の長い一日 | 樫田正剛 | 後藤庸介 |
| 第9回  | 2010年12月22日 | 娘の婚約者     | 樫田正剛 | 佐藤祐市 |
| 最終回 | 2010年12月29日 | 夫婦裁判       | 樫田正剛 | 佐藤祐市 |

## 放送局
| 放送対象地域   | 放送局           | 系列                          | 放送日時 | 放送期間 | 備考                                                           |
| -------------- | ---------------- | ----------------------------- | --- | --- | -------------------------------------------------------------- |
| 全国           | BS朝日           | BSデジタル放送                | 水曜 22:00 - 22:54 | 2010年10月27日 - 12月29日 | 制作局                                                         |
| 長野県         | 長野朝日放送     | テレビ朝日系列                | 月曜 17:00 - 17:55 月 - 金曜 14:00 - 14:55 | 2011年1月3日 2011年1月4日 - 1月14日 |                                                                |
| 静岡県         | 静岡朝日テレビ   | テレビ朝日系列                | 金曜 25:45 - 26:40 | 2011年1月7日 - 4月8日 |                                                                |
| 北海道         | 北海道テレビ     | テレビ朝日系列                | 月 - 木曜 9:55 - 10:50 | 2011年1月12日 - 1月27日 |                                                                |
| 福島県         | 福島放送         | テレビ朝日系列                | 月 - 金曜 14:00 - 14:55 | 2011年1月14日 - 1月27日 |                                                                |
| 山形県         | 山形テレビ       | テレビ朝日系列                | 月 - 金曜 9:55 - 10:50 | 2011年1月24日 - 2月4日 |                                                                |
| 沖縄県         | 琉球朝日放送     | テレビ朝日系列                | 14:00 - 14:55 | 2011年1月24日・1月28日 2011年2月2日・2月4日 2011年2月7日 - 2月10日 2011年2月14日・2月16日                                                                                           |                                                                |
| 愛媛県         | 愛媛朝日テレビ   | テレビ朝日系列                | 月 - 金曜 16:00 - 16:54 | 2011年1月26日 - 2月8日 |                                                                |
| 近畿広域圏     | 朝日放送         | テレビ朝日系列                | 月曜 25:37 - 27:37 | 2011年2月7日 - 3月7日 | 2話ずつ放送。                                                  |
| 秋田県         | 秋田朝日放送     | テレビ朝日系列                | 月 - 木曜 13:55 - 14:50 | 2011年2月9日 - 2月24日 |                                                                |
| 広島県         | 広島ホームテレビ | テレビ朝日系列                | 火曜 24:51 - 25:51 | 2011年2月15日 - 4月26日 | 3月16日は東北地方太平洋沖地震の報道特番のため放送休止。        |
| 新潟県         | 新潟テレビ21     | テレビ朝日系列                | 月 - 木曜 14:00 - 14:55 | 2011年2月16日 - 3月3日 |                                                                |
| 青森県         | 青森朝日放送     | テレビ朝日系列                | 火 - 金曜 14:55 - 15:49 | 2011年2月18日 - 3月8日 |                                                                |
| 鹿児島県       | 鹿児島放送       | テレビ朝日系列                | 月 - 木曜 13:58 - 14:55 | 2011年3月3日 - 3月24日 | 3月21日は放送休止。                                            |
| 宮城県         | 東日本放送       | テレビ朝日系列                | 月 - 金曜 10:30 - 11:25 | 2011年3月21日 - 4月1日 | [ 12 ]                                                         |
| 長崎県         | 長崎文化放送     | テレビ朝日系列                | 月 - 金曜 14:58 - | 2011年3月21日 - 3月29日 | 22日・24日・29日は16:53まで2話分放送。                         |
| 熊本県         | 熊本朝日放送     | テレビ朝日系列                | 月 - 金曜 15:55 - 16:54 | 2011年3月21日 - 4月1日 |                                                                |
| 福井県         | 福井放送         | 日本テレビ系列 テレビ朝日系列 | 火 - 木曜 9:55 - 10:50 | 2011年3月22日 - 4月7日 | 3月30日は放送休止。 4月3日（日）にも15:00 - 16:55に2話分放送。 |
| 大分県         | 大分朝日放送     | テレビ朝日系列                | 第1回：14:00 - 14:59 第2回：14:55 - 15:54 第3回：14:00 - 14:59 第4回・5回：14:00 - 14:54 第6回：14:00 - 14:59 第7回 - 最終回：14:00 - 14:54                                    | 第1回：2011年3月24日 第2回：2011年4月4日 第3回：2011年4月5日 第4回・5回：2011年4月25日・26日 第6回：2011年4月27日 第7回 - 最終回 2011年5月16日 - 19日                               |                                                                |
| 福岡県         | 九州朝日放送     | テレビ朝日系列                | 第1回：15:00 - 15:55 第3回：10:25 - 11:20 第2回：10:25 - 11:20 第4回 ・5回：10:25 - 11:20 第8回：25:50 - 26:45 第7回：10:25 - 11:20 第9回：10:40 - 11:35 第10回：14:05 - 15:00 | 第1回：2011年3月28日 第3回：2011年5月13日 第2回：2011年6月10日 第4回・5回：2011年7月1日・22日 第8回：2011年8月25日 第7回：2011年9月9日 第9回：2011年11月11日 第10回：2011年12月19日 |                                                                |
| 鳥取県・島根県 | 山陰放送         | TBS系列                       | 月 - 金曜 13:55 - 14:50 | 2011年5月9日 - 5月20日 |                                                                |
| 中京広域圏     | メ〜テレ         | テレビ朝日系列                | 月 - 金曜 10:51 - 11:45 | 2011年6月13日 - 6月24日 |                                                                |
| 関東広域圏     | テレビ朝日       | テレビ朝日系列                | 月 - 木曜 15:00 - | 2011年8月24日 - 9月8日 |                                                                |
| 石川県         | 北陸朝日放送     | テレビ朝日系列                | 月 - 金曜 14:00 - 14:55 | 2011年10月10日 - 10月21日 |                                                                |
| 山口県         | 山口朝日放送     | テレビ朝日系列                | 月 - 金曜 15:55 - 16:50 | 2011年10月24日 - 11月4日 |                                                                |
| 香川県・岡山県 | 瀬戸内海放送     | テレビ朝日系列                | 月 - 金曜 15:45 - 16:45 | 2011年11月9日 - 11月22日 |                                                                |
| 岩手県         | 岩手朝日テレビ   | テレビ朝日系列                | 月 - 金曜 14:34 - 15:29 | 2012年1月23日 - 2月3日 |                                                                |